# Flora Tabanelli
Flora Tabanelli (Bologna, 20 novembre 2007) è una sciatrice freestyle italiana, vincitrice di una medaglia d'oro agli X Games, di una Coppa del Mondo generale di freestyle e di una Coppa del Mondo di big air, che la rendono l'atleta italiana più vincente di sempre nella disciplina.

## Biografia
Originaria di Fanano e Sestola, cresciuta sportivamente insieme al fratello Miro, anche lui sciatore freestyle di alto livello, in Val di Fassa (precisamente nello Ski College di Pozza di Fassa), Tabanelli è diventata la seconda atleta italiana a salire sul podio nella Coppa del Mondo di freestyle, dopo Silvia Bertagna, giungendo 3ª a Pechino il 2 dicembre 2023, alla sua terza partecipazione nel massimo circuito.
Nel gennaio 2024 è stata nominata portabandiera italiana ai IV Giochi olimpici giovanili invernali di Gangwon, dove si è aggiudicata due medaglie d’oro, nello slopestyle e nel big air.
Il 10 gennaio 2025 ha ottenuto la sua prima vittoria in Coppa del Mondo nel big air di Kreischberg, diventando la seconda italiana a riuscirci dopo Silvia Bertagna, vincitrice a Mönchengladbach nel 2016. Nello stesso mese è stata la prima atleta azzurra a vincere ai Winter X Games (nel big air), risultato raggiunto anche dal fratello Miro. Il 22 febbraio ha vinto la gara di slopestyle a Stoneham, primo successo assoluto per l'Italia nella disciplina. Al termine della stagione di Coppa del Mondo 2025 ha conquistato la Coppa del Mondo di big air, seconda italiana a entrare nell'albo d'oro dopo Bertagna, e la Coppa del Mondo generale di freestyle (Freeski Park&Pipe), diventando la prima atleta azzurra ad aggiudicarsi il trofeo. Ai Mondiali di Engadina 2025 ha vinto l'oro nel big air e si è piazzata al 4° posto nello slopestyle.

## Palmarès

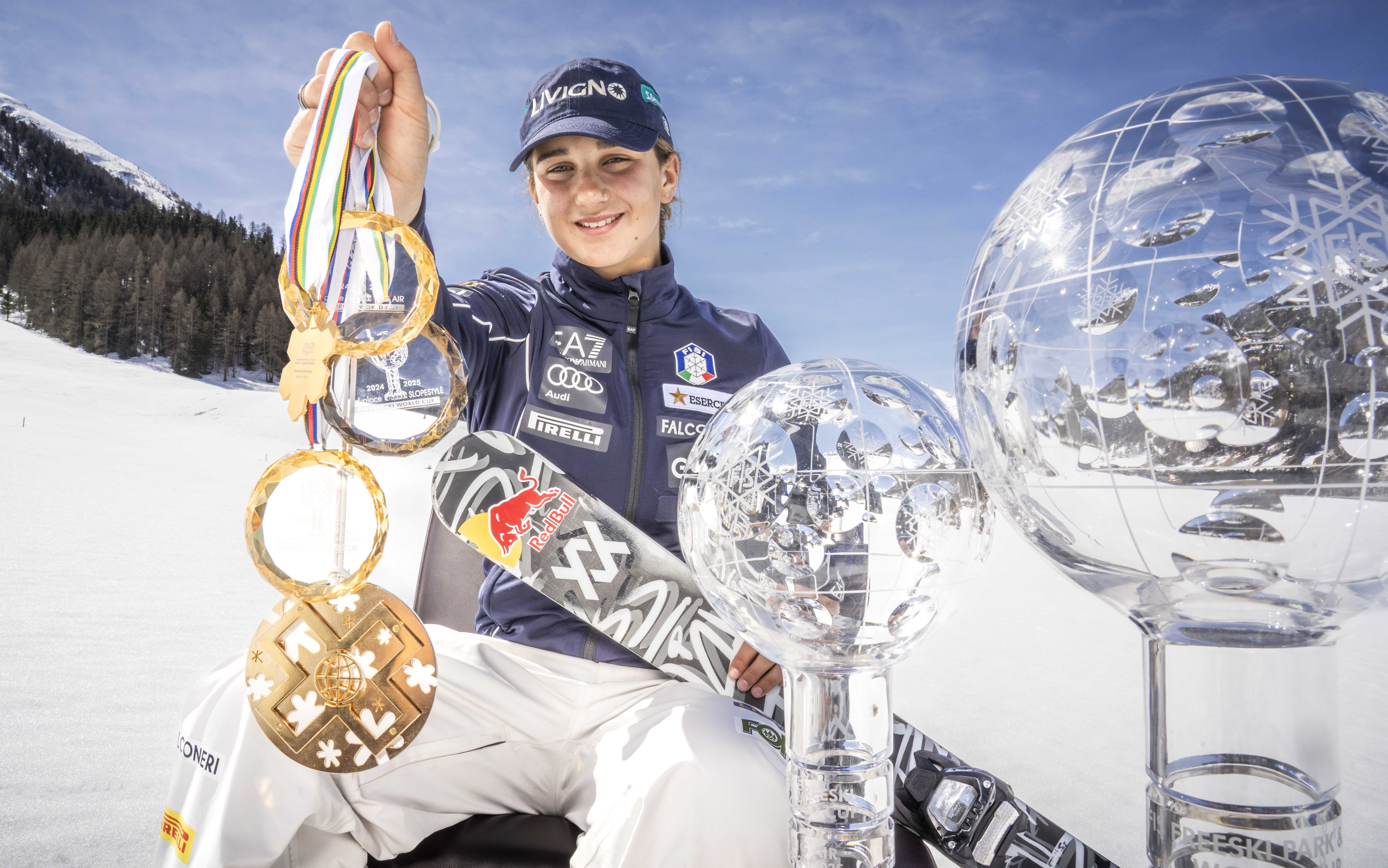
Flora Tabanelli con le Coppe del Mondo e le medaglie conquistate nella stagione 2024-2025

### Mondiali
- 1 medaglia:
  - 1 oro (big air a Engadina 2025)

### Winter X Games
- 1 medaglia:
  - 1 oro (big air ad Aspen 2025)

### Mondiali juniores
- 3 medaglie:
  - 2 ori (big air a Cardrona 2023; big air a Livigno/Mottolino 2024)
  - 1 argento (slopestyle a Cardrona 2023)

### Coppa del Mondo
- Vincitrice della Coppa del Mondo generale di freestyle nel 2025
- Vincitrice della Coppa del Mondo di big air nel 2025
- 9 podi:
  - 3 vittorie
  - 3 secondi posti
  - 3 terzi posti

#### Coppa del Mondo - vittorie
| Data             | Luogo       | Paese   | Disciplina |
| ---------------- | ----------- | ------- | ---------- |
| 10 gennaio 2025  | Kreischberg | Austria | BA         |
| 22 febbraio 2025 | Stoneham    | Canada  | SS         |
| 13 marzo 2025    | Tignes      | Francia | BA         |

Legenda:

BA = Big air

SS = Slopestyle